# Bactrocera alyxiae
Bactrocera alyxiae är en tvåvingeart som först beskrevs av May 1953.  Bactrocera alyxiae ingår i släktet Bactrocera och familjen borrflugor. Inga underarter finns listade.